# セクシー・コーラ
セクシー・コーラ(Sexy Cora、1987年5月2日 - 2011年1月20日)は、ドイツのアダルトモデル・ポルノ女優。本名Carolin Wosnitza。

## 生い立ち
Carolin Ebertとして東ベルリンに生まれる。両親の離婚に伴い、2歳のカロリーンは母とともに シュヴェリーン(Schverin, Mecklenburg-Vorpommern)近郊に移り、そこで祖母と暮らす。 後に、継父と二人の腹違いの兄弟と暮らすようになるが、15歳の時ふたたび祖父母のもとに暮らす。
Sternの記事によると、 15歳の時、某ディスコのMiss Arschgeweihとして選ばれた。Arschgeweihはタトゥーを現すドイツ語のスラングで、 少なくともこのころにはタトゥーを入れていたと思われる。
2003年(16歳)、実科学校を卒業後、グレーヴェスミューレン(Grevesmühlen, Landkreis Nordwestmecklenburg, Mecklenburg-Vorpommern)で看護師としての職業訓練を受ける。しかし股関節の健康上の理由で 断念せざるを得なくなる。
2005年(18歳)、当時のボーイフレンドで後にマネージャーとなるTim Wosnitzaと共にハンブルクに移る。 このころ、最初の豊胸手術(70Bから70Dへ)。ハンブルクでは最初のうち、8週間ほどヘルベルト通り(Herbertstraße) で売春婦として働いた。 2006年(19歳)、ティムと結婚、Carolin Wosnitzaとなる。

## 経歴
2006年、売春婦としての仕事中に、SEXを動画で撮影し、ネットで配信するというアイディアを思いつく。夫ティムは動画を各種のエロ・ポータルサイト(Erotikportal)に投稿する。同時に、カムガール(わが国では生放送主のようなもの)としての活動を開始。Sexy Coraという芸名を使用開始。
2007年、SEXY CORAレーベルを立ち上げる。彼女の死後も存続し、現在もDVD制作などを行う。
2007年、ドイツのマニア雑誌タトゥー・エロティカに登場。
2009年、ドイツの男性雑誌クーペに登場。ドイツのラップミュージシャンD-BoのMVに出演。2009年6月13日、ドレスデンで開催された自動車ショーXS Car Night 2009に特別ゲストとして参加。ピンクのランボルギーニとカメラに収まる。 11月、スイスのコンタクトマガジン(Kontakt-Magazin)cherryの表紙を飾る。 
2010年6月13日、2010 FIFAワールドカップ(2010 FIFA World Cup)に出場するドイツ代表チームの激励イベント｢2010年セクシー・サッカーカップ(Sexy Soccer Cup 2010)｣に参加。これはポルノ女優らがボディーペイントで表現されたユニフォームを"着て"サッカーの試合を行うというもの。10月23日 、Venus 2010 in Berlinに参加。サイン会(Autogrammstunde)を行う。

### CD発売実績
2010年5月14日、マキシシングル｢My Love (La La La)｣をリリース。
2010年7月16日、アルバム｢Mallorca Party Summer｣をリリース。
2010年9月10日、シングル｢Lass Uns Kicken｣をリリース。

### TV出演実績
2010年1月11日ｰ3月9日、RTL2のリアリティーショー(Reality-Show)｢ビッグ・ブラザー第10シーズン(Big Brother 10. Staffel)｣に出演。2011年8月27日、ZDFの犯罪シリーズ｢Krimi-Reihe Einsatz in Hamburg｣に出演。2011年4月11日、RTL2にてルポルタージュ「Ein viel zu kurzes Leben –Der Fall Sexy Cora」が放送される。 

### 映画出演実績
2009年 Versaute Freizeit (as Sexy Cora)
2010年 Be Famous (as Sexy Cora)
2011年 Gegengerade (as Prostituierte2)
その他、DVDのリリースは本人の死後も続いている

### 受賞
2010年10月24日、ベルリンで開催されたセックス産業の見本市Venus 2010 in Berlinで、ヴィーナス賞とErotixxx Awardの表彰式が行われた。セクシ－・コーラは計3部門で受賞。
- ヴィーナス賞
  - Best Amateur Actress (Germany) (ドイツ最優秀アマチュア女優部門)
  - Best Toy Series (International) (国際最優秀大人のおもちゃシリーズ部門)

- Erotixxx Award
  - Best Amateur Actress (最優秀アマチュア女優部門)

## 私生活とゴシップ
2009年5月、1日にお口でヌいた人数の世界記録に挑戦すべく、200人の男性を集めるが75人目で中断、そのまま病院に搬送され記録達成ならず。

## 死去
2011年1月11日、ハンブルク市内の美容外科クリニックで自身6度目となる豊胸術(34Fから34G)の最中、心停止に陥る。別の病院に運ばれたが、2011年1月20日、手術の合併症で死亡。検察発表によると、彼女がアナボリックステロイドを使用したことが死因の一つであるという噂は根拠がない。

### 葬儀と埋葬

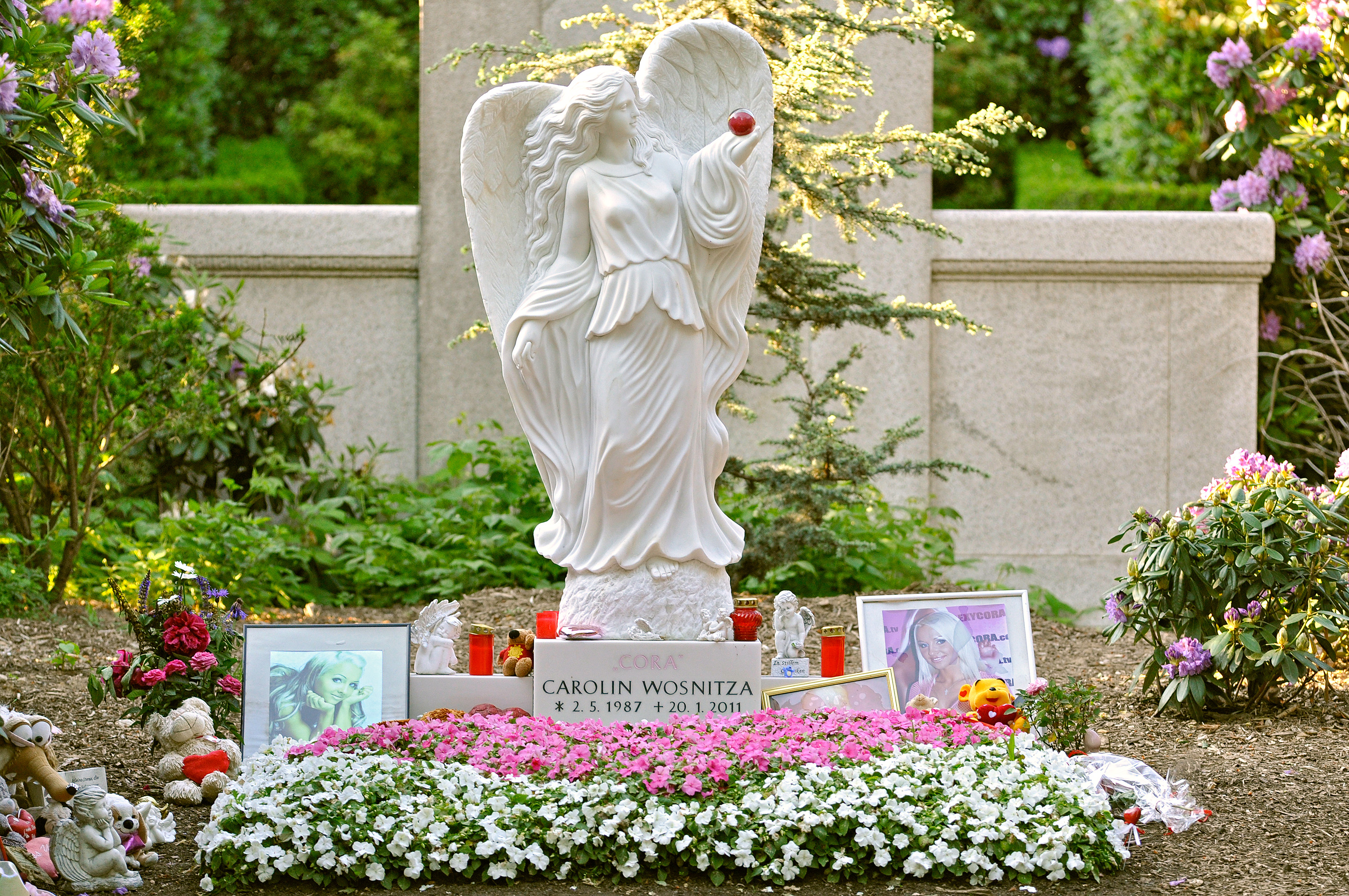
Carolin Wosnitzaの墓標

2011年2月2日、ハンブルクのオールスドルフ墓地に、ピンクの棺に入って埋葬される。
18000ユーロをかけた彼女の墓には、彼女自身を表す高さ4フィートの天使の像が設置されている。罪のリンゴを象徴する赤い球を持って。天使の左右に配置された、生前の写真を刻んだ石板は墓地の主任(英: chief)により撤去された。｢セクシーすぎる。ガイドラインに反する｣とのこと。

### 刑訴・民訴
1月21日、手術を行った2人の医師は、過失致死で起訴された。2013年2月5日、うち1人に対し保護観察14か月の判決が出る。
寡夫ティムは美容外科クリニックを相手どって損害賠償請求の訴えを提起する。ハンブルク地方裁判所は、2016年6月24日、14万ユーロ以上82万4000ユーロ以下の支払いを命じた(事件番号Az：303 O 173/14)。 

## その他
2010年、自身4度目となる豊胸術の後、彼女は自らの胸部を直接かたどり石膏像を製作。死後、寡夫ティムによりネットオークションで売られる(開始価格2990ユーロ)死んだ妻から最後のお金を搾り取ろうというのか―ネット上のファンの意見は必ずしも肯定的でなかった。